# Sufax

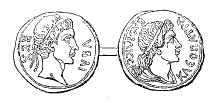
Moeda de, rei da Mauritânia e da sua esposa. Juba II considerava-se descendente de Sufax

Sufax, Sofax, Sophax, Suphax, Sífax, Syphax ou Sufaqs é um herói ou semideus das mitologias berbere e grega. Está na origem do nome da cidade de Sfax, na Tunísia e existiu um rei berbere chamado Sífax, que reinou na Numídia ocidental (atual Argélia) no último quartel do século III a.C.
De acordo com o mito, Sufax era filho da deusa Tinjis, casada em segundas núpcias com Héracles (Hércules para os romanos), sendo por isso neto de Zeus e da rainha mortal Alcmena. Sufax substituiu o Anteu, o primeiro marido da sua mãe, morto por Héracles, como guarda do país dos berberes, e foi o fundador de Tânger, a que chamou Tingis em memória da sua mãe.
Na mitologia berbere, muitos dos reis berberes são descendentes de Sufax. Este teve um filho, Diodoro, que reinou sobre muitas tribos berberes do Norte de África com a ajuda dos deuses olímpicos. Segundo Plutarco, muitos dos mitos foram criados para glorificar o rei númida da Mauritânia Juba II (52 a.C.–23 d.C.), que se considerava descendente de Diodoro e de Héracles.[carece de fontes?]